# 2e gala des prix Félix
Les Lauréats des prix Félix en 1980, artistes québécois œuvrant dans l'industrie de la chanson, ont reçu leurs récompenses à l'occasion du deuxième gala de l'ADISQ, animé par Yvon Deschamps et qui eut lieu le 5 octobre 1980.

## Interprète masculin de l'année
- Daniel Lavoie

Autres nommés: Claude Dubois, Jean-Pierre Ferland, Michel Rivard, Gilles Vigneault.

## Interprète féminine de l'année
- Ginette Reno

Autres nommés: Diane Dufresne, France Joli, Kate McGarrigle et Anna McGarrigle, Diane Tell, Fabienne Thibeault.

## Révélation de l'année
- Diane Tell

Autres nommés: Sylvie Jasmin, Daniel Lavoie, Robert Leroux, Kate McGarrigle et Anna McGarrigle.

## Groupe de l'année
- Offenbach

Autres nommés: April Wine, Concept Neuf, Garolou, Maneige.

## Artiste s'étant le plus illustré hors Québec
- Diane Dufresne

Autres nommés: April Wine, France Joli, les Mimes Électriques, Sol.

## Chanson de l'année
- Je ne suis qu'une chanson de Ginette Reno

Autres nommés: Gilberto de Diane Tell, L'escalier de Paul Piché, La danse du smatte de Daniel Lavoie, Les courtisanes de Jean-Pierre Ferland et Buddy Fasano.

## Album le plus vendu de l'année
- Je ne suis qu'une chanson de Ginette Reno

## Album (auteur-compositeur-interprète) de l'année
- Entre nous de Diane Tell

Autres nommés: Avec les mots du dimanche de Gilles Vigneault, De Longueuil à Berlin de Michel Rivard, Jean-Pierre Ferland de Jean-Pierre Ferland, L'escalier de Paul Piché, Nirvana Bleu de Daniel Lavoie.

## Album pop de l'année
- Je ne suis qu'une chanson de Ginette Reno

Autres nommés: Conversation de Fabienne Thibeault, Strip Tease de Diane Dufresne.

## Album rock de l'année
- Offenbach en fusion de Offenbach

Autres nommés: Corbeau de Corbeau, Harder...Faster de April Wine, Leroux de Robert Leroux.

## Album dance de l'année
- Dangerous Ladies de Toulouse

Autres nommés: Burning de Céline Lomez, Il me faut une femme de Boule Noire, Midnight Music de Martin Stevens, S Beat de Gino Socchio.

## Album folklore de l'année
- Romancero de Garolou

## Album western de l'année
- Mon sourire de Bobby Hachey

Autres nommés: Babin-Cormier Country Rock de Albert Babin et Gerry Cormier, Dani de Dani, Diane Robert de Diane Robert, Terry Hachey de Terry Hachey.

## Album instrumental de l'année
- Concerto pour piano et orchestre/Harmonica Flash de François Dompierre

## Spectacle de l'année
- Offenbach au Forum de Offenbach

Autres nommés: Avec les mots du dimanche de Gilles Vigneault, Diane Tell de Diane Tell, Je ne suis qu'une chanson de Ginette Reno, Yvon Deschamps de Yvon Deschamps.

## Hommage
- Raymond Lévesque

## Sources
Gala de l'ADISQ 1980